# 황화 카드뮴
황화 카드뮴(cadmium sulfide)은 화학식 CdS인 화합물이다. 빛이 많이 들어오면 저항이 작아지고 적게 들어오면 저항이 커지는 성질을 이용하여 빛의 유무를 파악하는 광도전소자로 이용된다. CdS 광도전소자는 가시광선 대역에서 높은 감도를 나타낸다. 황화 아연, 황산바륨, 셀레늄화카드뮴 등과 혼합되어 안료로도 사용된다.

## 생성
Cd2+ + 4 NH3 → [Cd(NH3)4]2+
(NH2)2CS + OH− → SH− + H2O + H2CN2
SH− + Cd2+ → CdS + H+